# Policija Bosne i Hercegovine
Policija u Bosni i Hercegovini organizirana je nizom policijskih i sigurnosnih agencija na različitim razinama vlasti koje obavljaju svoje u poslove sukladno svojim ustavnim nadležnostima.
Reformom policije iz 2004. godine smanjene su ovlasti entitetskih i županijskih (u Federaciji BiH) ministarstava unutarnjih poslova i te su nadležnosti prenesene na državnu razinu vlasti - odnosno novoformirane policijsko-sigurnosne agencije na razini BiH.
Ovom reformom, koja je započela zapravo još 2000. godine, intervencijom OHR-a, omogućeno je efikasnije kontroliranje državnih granica, budući da je formirana jedinstvena granična služba, zatim efikansija borba protiv organiziranog kriminala djelovanjem SIPA-e, a potom i, od 2008., bolja komunikacija, koordinacija i suradnja između entitetskih i županijskih MUP-ova, osnutkom Direkcije za koordinaciju policijskih tijela i drugih agencija za podršku policijskoj strukturi.

## Policija Bosne i Hercegovine
Na državnoj razini vlasti, policijske agencije djeluju u okviru ministarstva sigurnosti Bosne i Hercegovine, i to su:
- Granična policija BiH (GP BiH), osnovana 2000.;
- Državna agencija za istrage i zaštitu BiH (SIPA BiH), osnovana 2004.;
- Direkcija za koordinaciju policijskih tijela BiH (DKPT BiH), osnovana 2008.;
- Agencija za forenzična ispitivanja i vještčenja, osnovana 2008.;
- Agencija za školovanje i stručno usavršavanje kadrova, osnovana 2008.;
- Agencija za policijsku podršku, osnovana 2008.

## Policija Republike Srpske
Na entitetskoj razini, u Republici Srpskoj, u okviru ministartsva unutarnjih poslova Republike Srpske, djeluje policija Republike Srpske.

## Policija Federacije Bosne i Hercegovine
U Federaciji BiH, na entitetskoj razini djeluje:
- Federalna uprava policije (FUP), kroz ministarstvo unutarnjih poslova Federacije BiH.

Sam federalni MUP i FUP djeluju kao koordinator između deset županijskih ministarstva unutarnjih poslova i njihovih policija:
- Ministartsvo unutarnjih poslova Unsko-sanske županije;
- Ministartsvo unutarnjih poslova Zapadno-hercegovačke županije;
- Ministartsvo unutarnjih poslova Županije Središnja Bosna;
- Ministartsvo unutarnjih poslova Posavske županije;
- Ministartsvo unutarnjih poslova Tuzlanske županije;
- Ministartsvo unutarnjih poslova Zeničko-dobojske županije;
- Ministartsvo unutarnjih poslova Bosansko-podrinjske županije;
- Ministartsvo unutarnjih poslova Hercegovačko-neretvanske županije;
- Ministartsvo unutarnjih poslova Županije Sarajevo;
- Ministartsvo unutarnjih poslova Herceg-bosanske županije.

## Policija Brčko distrikta
Na teritoriju Brčko distrikta djeluje policija Brčko distrikta.